# Trần Trọng Lượng
Trần Trọng Lượng là một Trung tướng Công an nhân dân Việt Nam. Ông nguyên là Phó Tổng cục trưởng Tổng cục Cảnh sát, Bộ Công an (Việt Nam).

## Sự nghiệp
Năm 2006, ông mang quân hàm Đại tá, giữ chức vụ phó cục trưởng Cục Cảnh sát điều tra tội phạm về trật tự xã hội.
Ngày 8 tháng 12 năm 2006, Đại tá Trần Trọng Lượng được thiếu tướng Phạm Quý Ngọ phân công làm trưởng ban chuyên án vụ PMU 18.
Năm 2011, ông mang quân hàm Thiếu tướng, giữ chức vụ Chánh Văn phòng Cơ quan Cảnh sát điều tra, Bộ Công an.
Năm 2012, ông là Thiếu tướng Công an nhân dân Việt Nam, giữ chức vụ Phó Tổng cục trưởng Tổng cục Cảnh sát phòng chống tội phạm (Bộ Công an).
Tháng 12 năm 2013, ông được Thủ tướng Chính phủ thăng quân hàm Trung tướng. Lúc này ông đang là Tổng cục phó Tổng cục Cảnh sát phòng, chống tội phạm, Bộ Công an.
Năm 2016, ông là Trung tướng, Phó Tổng cục trưởng Tổng cục Cảnh sát, Bộ Công an (Việt Nam).
Ngày 3 tháng 1 năm 2018, Trung tướng Trần Trọng Lượng, Phó Tổng cục trưởng Tổng cục Cảnh sát, Bộ Công an (Việt Nam) được phân công kiêm chức Cục trưởng Cục Cảnh sát điều tra tội phạm về trật tự xã hội (Cục C45), thay thế cho Thiếu tướng Hồ Sỹ Tiến nghỉ hưu.
Ông là cựu học sinh Trường THPT Nam Trực, huyện Nam Trực, tỉnh Nam Định niên khóa (1972 -1975)

## Phong tặng

### Lịch sử thụ phong quân hàm
- Thiếu tướng Công an nhân dân Việt Nam
- Trung tướng Công an nhân dân Việt Nam (2013)

### Huân huy chương
- Bằng khen của Thủ tướng Chính phủ (2011)[3]